# Norberto Cembranos de la Verdura
Blahoslavený Norberto Cembranos de la Verdura (6. června 1891, Villalquite – 23. září 1936, Madrid), byl španělský římskokatolický terciář Řádu menších bratří kapucínů a mučedník.

## Život
Narodil se 6. června 1891 ve Villalquite jako syn Juana a Brígidy Cembranos de la Verdura. Dne 1. června 1897 přijal svátost biřmování. Jako dítě cítil povolání k duchovnímu životu a později vstoupil do nižšího semináře ve Valle, kde studoval latinu a humanitní vědy. Poté odešel do vyššího semináře San Froilán v Leónu, kde studoval filosofii, scholastiku a teologii, poté přijal nižší svěcení. Poté se rozhodl odejít ze semináře a opustit církevní kariéru. Následně se rozhodl vstoupit do Řádu cisterciáků přísné observance, což mu jeho rodina rozmluvila. Touha po duchovním životě byla pořád silná a nakonec požádal kapucíny kláštera v El Pardo, aby byl přijat do jejich řádu pod podmínkou, že nebude řeholním knězem ani laickým bratrem. Představený kláštera přijal Norberta jako trvalého terciáře. Jako terciář vynikal dobrotivostí a pokorností.
Dne 21. července došlo k přepadení kláštera miliconáři. Norberto se uchýlil do úkrytu v penziónu spolu s dalším kapucínem. Poté byl odhalen milicí a zatčen. Byl považován za řeholník a 23. září 1936 byl zastřelen.

## Proces blahořečení
Proces jeho blahořečení byl zahájen roku 1954 v arcidiecézi Madrid spolu s dalšími jedenatřiceti spolubratry kapucíny.
Dne 27. března 2013 uznal papež František jejich mučednictví. Blahořečeni byli 13. října 2013 ve skupině 522 španělských mučedníků.